# Holcocephala fusca
Ogre à moucherons
Espèce
Holcocephala fusca, l'Ogre à moucherons, est une espèce de mouches de la famille des Asilidae,,,.
Cette petite mouche, mesurant de cinq à sept millimètres de long, vit dans les champs herbeux se trouvant aux abords de forêts d'Amérique du Nord. Son surnom vient du fait qu'elle chasse surtout des moucherons, qu'elle parvient à attraper en plein vol en un clin d’œil grâce à ses pattes velues. Elle paralyse ensuite sa proie grâce à un poison contenu dans sa salive, qui va ensuite la liquéfier. 
Cette mouche possède deux baguettes derrière ses ailes qui lui servent de balanciers lui permettant de s'équilibrer en vol.

## Systématique
L'espèce Holcocephala fusca a été décrite en 1951 par l'entomologiste américain Stanley Willard Bromley (d) (1899-1954).